# 신편산학계몽
《신편산학계몽》(新編算學啓蒙)은 원나라에서 수입한 산학서(算學書)이다. 《산학계몽》은 주세걸이 원 대덕(大德) 3년(1299년)에 편찬된 산학의 입문서이다.
조선시대 가장 중요한 수학교재로 남송 양휘(楊輝)의 《양휘산법》(楊輝算法), 원 주세걸(朱世傑)의 《산학계몽》(算學啓蒙), 명나라 안눌의 《상명산법》(詳明算法) 등이 대표적이다.

## 개요
이 책은 조선시대 산학의 핵심을 이루는 중요한 산서(算書)로, 양휘(楊輝)로부터 출발된 중국 산학의 새로운 흐름, 즉 사대부의 교양이나 관용의 테두리에서 벗어난 민간 수학의 대표적인 저술이었다. 그 내용에 있어서도 상업사회의 절실한 요구 속에서 이를 반영하는 향료·약초·귀금속 등의 거래에 관한 문제를 곳곳에서 다루고 있어서 전대의 산술서와는 대상 소재면에서 큰 차이를 보여주고 있다.
권수 부분에는 조성(趙城)의 서문에 이어 본문 내용에 대한 준비적인 지식을 <총괄>의 항목 아래 18개 항목으로 나누고 있다. 총괄 이후의 본문은 문제집의 형식으로 전체 20문(門) 259개의 문제를 채택하고 있으며 세권으로 나누어 구성하였다.
이 책의 국내전본 중 가장 빠른 것은 세종 32년(1450년)의 경오자본이며, 두 번째로 성종 연간(1469년 ~ 1494년)에 을해자본으로 인출한 것에 해당한다. 이어 중종 연간의 을해자본, 1660년경의 목판중간본, 1715년 또는 1775년의 교정을 거친 1810년경 목판본의 순서로 간행되었으며 다수의 필사본도 알려져 있다.
세종 때 경오자본은 상·중·하 3권 3책 모두 전하며 보물 제1654호로 지정되어 있고, 성종 때 을해자본은 상·중·하 3권 3책 중 중권만 전하며 보물 제1217호로 지정되어 있다.
을해자본은 을해자 보자가 섞여 있어 을해자의 초간이 아니며, 자료에 나타나는 서지적 특징은 판심에 있어서 부분적으로 4엽∼6엽 화문흑어미(花紋黑魚尾)가 섞여 있다. 판심제는‘啓蒙 中(계몽 중)’이며, 세종 32년의 경오자본과 비교하여 한행의 글자수나 시작과 끝이 완전히 일치하여 경오자본을 저본으로 하여 간행되었던 것으로 추정된다. 또 상변에는 묵서(墨書)로 주해를 달아두었으며, 권말에는 망해도술(望海島術, 바다 가운데 있는 섬을 뭍에서 보고 그 거리를 헤아리는 계산법)을 간략하게 추가시키고 있다.

 본 문서에는 서울특별시에서 지식공유 프로젝트를 통해 퍼블릭 도메인으로 공개한 저작물을 기초로 작성된 내용이 포함되어 있습니다.